# Torres de defensa de Cantàbria
A Cantàbria (Espanya), hi ha un gran nombre de torrasses que complien funcions d'habitatge i defensa, i en la seva època van ser nombroses.
Aquestes construccions, generalment amb merlets, van ser erigides en la seva majoria entre el segle xiii i segle xv per famílies d'hidalgos i van influir notablement en l'arquitectura muntanyesa, passant algunes a ser cases fortes, preludi de la futura casona muntanyesa. Una dada curiosa és que no existeixen en la regió torres circulars (tret en algunes esglésies), com sí passa a la veïna comunitat d'Astúries. Actualment la majoria d'aquest tipus de torres segueixen en peu, o estan en un estat deplorable de conservació o han estat transformades.
Les torres i els castells, que apareixen en els documents medievals com castellum, van ser molt populars com fortaleses i com residències d'hidalgos, alcaldes i senyors, i van acabar generalitzant-se a les valls baixes de Cantàbria, construint-se sobre els tossals i als pobles; un dels millors exemples de torres urbanes és la desapareguda Torre de la Vega, gènesi de Torrelavega.
Les torres defensives de Cantàbria, per les seves característiques arquitectòniques, només es poden comparar amb les d'Encartaciones, comarca de Biscaia.

## Evolució de les torres càntabres

### Les fortificacions de l'Alta Edat Mitjana
En el territori ocupat actualment per Cantàbria es pot distingir tres etapes en l'arquitectura militar medieval.
La primera etapa, al voltant del segle vii fins al segle xii, està documentada amb una vintena de jaciments que es corresponen amb petits castells, presumiblement lligats a sengles ravals, i que constitueixen la primera organització del territori càntabre d'índole no monacal. Aquests castells es disposen en llocs alts, fàcilment defensables i sovint visibles entre si. Al final de l'etapa, els nous castells, relacionats amb la fundació de les quatre viles (Castro Urdiales, Santander, Laredo i San Vicente de la Barquera), són ja més complexos i se situen en els mateixos centres urbans. Successivament reformats, protagonitzaran segles després la tercera fase juntament amb l'emmurallament de les villes.
A partir del segle xiii, amb el progressiu augment del poder senyorial, apareixen per tota Cantàbria una gran quantitat de torres, més o menys fortificades, que cobreixen tot el territori i de les que encara es conserven bastants mostres. De l'època baix medieval tan sols hi ha un exemple a Cantàbria que s'escapa d'aquesta tipologia, el castell d'Argüeso.

### La torre medieval
En l'escenari baixmedieval, les fortificacions familiars van esquitxar la geografia càntabra amb edificacions destinades a defensar la costa i a la protecció enfront de les lluites de bàndols. Es tracta de torres aïllades construïdes entre finals del segle xii i principis del segle xv, que responen a certa funció militar i de talaia sobre el territori. Responen a un estil gòtic, en moltes ocasions tardà, i no solen aparèixer en nuclis urbans.
Tenen, com a característiques comunes, plantes quadrades i murs de maçoneria amb reforços de carreus, finestres estretes, ja geminades o espitlleres, normalment amb una entrada única i pisos de fusta. Solen posseir entre tres i quatre plantes, estant els serveis a la baixa (celler, saladero), una sala de banquets i recepció en la primera i les dependències senyorials en les successives; l'escala principal se situava prop de l'entrada i era generalment de fusta. Probablement cada pis estava lliure de divisions, a excepció dels tapissos que ocultaven el llit senyorial, ja que no s'han trobat rastres d'envans. Algunes van posseir muralla i fossat. En algun cas, pràcticament tots els murs són de carreus. L'entrada la constituïa un arc rebaixat flanquejat d'espitlleres; a l'interior, l'escala que arrenca al costat d'ella avança dos trams per planta enganxada a façana. El volum general té pocs buits i genera una aparença de pesadesa. La decoració és pràcticament inexistent. Normalment estaven rematades per merlets. A l'interior es deixa un espai obert en el mur al costat de la finestra, amb un banc, cobert per un arc rebaixat.
L'estructura interior consistia en un tronc central de fusta que sostenia una gran biga de fusta a cada planta, a partir de la qual es forjava entre ella i els murs de pedra. Només de vegades apareix un mur de maçoneria interior sobre el qual forjar, substituint al pilar de fusta.
En alguns casos, pocs, aquestes torres estaven envoltades d'una alta barbacana que les feia semblar castells a l'estil dels d'Àlaba. L'existència o no d'aquests sistemes defensius (muralles, fossats, contrafossats, barbacanes...) marca la diferència tipològica de les torres.

### La casa-torre
Les fortaleses senyorials van mantenir les tipologies medievals al llarg del segle xvi tot i que, davant d'aquestes, els habitatges moderns van conjugar la tradició gòtica de volum cúbic, desenvolupat en alçada, amb una major obertura a l'exterior pròpia dels palaus moderns.
A partir del segle xvi, amb la unió dels Reis Catòlics, que va portar un període de major pau a la regió, ja no va interessar la funció militar, però les torres es van seguir construint i conservant com a signe de poder senyorial. És llavors quan apareix la casa-torre (la casa forta típica de Cantàbria) i s'amplien o modifiquen algunes de les talaies existents.
Són torrasses prismàtiques i baixes, de vegades reforçades amb cossos cilíndrics cantoners. La seva evolució donarà lloc al segle xviii a la casona muntanyesa, típic exemple de palau càntabre. És així que alguns palaus barrocs, com el de Soñanes, es van construir respectant les ruïnes d'antigues torres medievals.
Destrucció de les cases-torre
Se sap que el rei Enric IV de Castella va manar enderrocar en 1403 la torre d'Arce; unes altres van ser enderrocades per ordre dels Reis Catòlics, especulant que van ser bastants, tal com va succeir a Guipúscoa i Galícia. La veritat és que en 1437 Enric IV va començar una campanya per a enderrocar aquells castells, fortaleses i cases-torre construïdes sense llicència reial. En 1457 es va ordenar demolir les cases-torre de Guipúscoa. Al 1500, Isabel i Ferran van continuar aquest llegat.

## Torres defensives de Cantàbria
En aquesta llista apareixen torres, torres fortificades i cases-torre (cases fortes) de Cantàbria construïdes entre el segle xii i el segle xvii. No es llisten els castells de la regió; quan apareix l'apel·latiu castell es refereix al nom popular, que no reflecteix la tipologia real.
| Imatge | Nom                                  | Segle(s)               | Municipi                    | Figura de protecció              | Notes |
| ------ | ------------------------------------ | ---------------------- | --------------------------- | -------------------------------- | --- |
|        | Torre de Cabanzón                    |                        | Herrerías                   | Bé d'interés cultural (1992)     | Posseeix una barbacana bastant ben conservada, alta i amb sageteres. Està escapçada.                                                                                  |
|        | Casa-torre dels Calderón de la Barca | segle xii              | Santillana del Mar          | Bé d'interés local (2002)        | Antiga torre medieval transformada en casa-torre. Posseïa fossat i barbacana.                                                                                         |
|        | Castell d'Agüero                     | segle xiii             | Marina de Cudeyo            | Llei 16/1985                     | Forma ampla i baixa, el que li val el nom de castell, encara que no s'assembli als castellans.                                                                        |
|        | Torre de Mogrovejo                   | segle xiii             | Camaleño                    | Bé d'interés cultural (1985)     | Torre medieval transformada després en casa-torre, amb un mur perimetral.                                                                                             |
|        | Castell de Montehano                 | segle xiii             | Escalante                   | Bé d'interés cultural (1993)     | Posseeix barbacana i torres cegues en les cantonades. |
|        | Torre d'Estrada                      | segle xiii             | Val de San Vicente          |                                  | Posseeix muralla i capella. |
|        | Torre de Carrejo                     | segle xiii             | Cabezón de la Sal           | Bé d'interés cultural (1984)     | Transformada en palau en el segle xviii. Actualment és el Museu de la Natura de Cantabria.                                                                            |
|        | Torre de Proaño                      | segle xiii             | Hermandad de Campoo de Suso |                                  | |
|        | Torre La Guerra                      | segle xiii             | Mazcuerras                  |                                  | Convertida en casa-torre en el segle xv i després àmpliament reformada.                                                                                               |
|        | Torre de les Henestrosas             | segle xiii             | Valdeolea                   | Llei 16/1985                     | Torre convertida en castell. |
|        | Torre d'Hojamarta                    | segle xiii             | Reocín                      | Bé d'interés cultural (1982)     | A seu costat es va construir el Palau dels Bustamente. |
|        | Torre de Quijas                      | segle xiii             | Reocín                      |                                  | |
|        | Torre de Velo                        |                        | Piélagos                    |                                  | Gran torrassa situada en la localitat de Puente Arce. |
|        | Torre de Venero                      |                        | Arnuero                     | Llei 16/1985                     | Reconstruïda després d'haver-se desplomat un dels seus murs. |
|        | Torre de Cabrahigo                   | segle xiv              | Arnuero                     | Bé d'interés (1992)              | |
|        | Castell d' Allendelagua              | segle xiv              | Castro Urdiales             | Llei 16/1985                     | Només es conserven els fonaments dels murs. |
|        | Torre de Gajano                      | segle xiv              | Marina de Cudeyo            |                                  | Reformada en el segle xvi. Posseeix una claraboia del segle xix. |
|        | Torre del Condestable                |                        | Colindres                   | Llei 16/1985                     | Es va construir un palau al voltant, amb la qual cosa la torre va passar a ser part integrant.                                                                        |
|        | Torre de l'Infantado                 | segle xiv              | Potes                       | Bé d'interés cultural (1983)     | |
|        | Torre de Pero Niño                   | segle xiv              | San Felices de Buelna       | Bé d'interés cultural (1983)     | Molt transformada. |
|        | Torre del Merino                     | segle xiv              | Santillana del Mar          |                                  | |
|        | Torre de Ruerrero                    | segle xiv              | Valderredible               | Bé d'interés cultural (1992)     | Es conserven restes d'un fossat. Té un cos cilíndric a manera de contrafort.                                                                                          |
|        | Torre de San Martín de Hoyos         | segle xiv              | Valdeolea                   |                                  | |
|        | Torre del Pontón                     | segle xiv              | Peñarrubia                  |                                  | L'exterior es conserva íntegre. |
|        | Torre de la Vega                     | segle xiv              | Comillas                    | Llei 16/1985                     | Reformada. |
|        | Torre de don Beltrán de la Cueva     | segle xv (o segle xvi) | Santillana del Mar          | Bé d'interés cultural (1981)     | Porta adossat un palau. |
|        | Torre dels Velasco                   | segle xv               | Soba                        | Bé d'interés cultural (1992)     | |
|        | Torre de San Martín de la Arena      | segle xv               | Suances                     |                                  | |
|        | Torre de Don Borja                   | segle xv               | Santillana del Mar          |                                  | Probablement va ser construïda sobre una torre medieval anterior. |
|        | Torres de Bores                      | segle xv               | Vega de Liébana             |                                  | Hi ha dues torres similars en el camí al barri de Campo (Bores). Una d'elles es troba mitjanament ben conservada, mentre que l'altra li falten parts i amenaça ruïna. |
|        | Torre dels Bustamante                | segle xv               | Campoo de Yuso              | Bé d'interés cultural (1985)     | Dues torres similars veïnes van ser enderrocades al segle xviii per amenaçar ruïna.                                                                                   |
|        | Torre de Terán                       | segle xv               | Cabuérniga                  |                                  | Rehabilitada. |
|        | Torrassa de Cartes                   | segle xv               | Cartes                      | Bé d'interés cultural (1985)     | |
|        | Torre d'Orejón de la Lama            | segle xv               | Potes                       |                                  | Situada en el barri de Sol. Tres nivells i relativament ben conservada.                                                                                               |
|        | Torre de Villegas                    | segle xv               | Santiurde de Toranzo        | Bé d'interés cultural (1992)     | Casa fortificada d'estil renaixentista. |
|        | Casa-torre dels Alvarado             | segle xvi              | Medio Cudeyo                |                                  | |
|        | Torre de Cadalso                     | segle xvi              | Valderredible               | Bé d' interés cultural (1992)    | |
|        | Torre dels Barreda                   | segle xvi              | Suances                     |                                  | Situada a Cortiguera, va pertànyer antigament a una fortalesa desapareguda.                                                                                           |
|        | Torre dels Ezquerra                  | segle xvi              | Soba                        |                                  | |
|        | Torre de Gómez de Bárcena            | segle xvi              | San Miguel de Aguayo        |                                  | Bon estat de conservació. |
|        | Torre d'Hoz                          | segle xvi              | Laredo                      | Llei 16/1985                     | |
|        | Casa-torre dels Zorrilla             | segle xvi              | Soba                        |                                  | |
|        | Torre de Pronillo                    |                        | Santander                   | Llei 16/1985                     | Transformada en palau a mitjans del segle xvi. Rehabilitada el 2012.                                                                                                  |
|        | Casa-torre de Riva Herrera           | segle xvi              | Marina de Cudeyo            | Bé d'interés cultural (1992)     | |
|        | Casa-torre de Ruiz Bustamante        | segle xvii             | Corvera de Toranzo          | Conjunt històric-artístic (1985) | |
|        | Torre d'Agüero                       | segle xvii             | Corvera de Toranzo          | Llei 16/1985                     | Edifici de dues plantes afegides posteriorment. Bon estat de conservació.                                                                                             |
|        | Casa-torre de Bustamente Rueda       | segle xvii             | Corvera de Toranzo          |                                  | Conjunt històric-artístic (1985) |
|        | Torre de Caviedes                    | segle xviii            | Valdáliga                   |                                  | Existia en Caviedes una altra torre, del segle xvii, actualment desapareguda.                                                                                         |
|        | Torre d'Acereda                      |                        | Santiurde de Toranzo        |                                  | Totalment arruïnada. Va ser destruïda al segle xv pel marquès d'Aguilar de Campoo i pel comte de Castañeda Garcia Fernández Manrique.                                 |
|        | Torre de Barriomonte                 |                        | Guriezo                     | Llei 16/1985                     | |
|        | Torre de Berdeja                     |                        | Peñarrubia                  |                                  | Només queden els fonaments. |
|        | Torre de Carasa                      |                        | Voto                        | Llei 16/1985                     | |
|        | Torre de Ceballos                    |                        | Corvera de Toranzo          |                                  | |
|        | Castell de Cobejo                    |                        | Molledo                     |                                  | |
|        | Torre de Cos                         |                        | Mazcuerras                  |                                  | |
|        | Torre de Donadío                     |                        | Selaya                      |                                  | Torre medieval embotida en una construcció del segle xviii per a la seva conversió en palau.                                                                          |
|        | Torre d'Espina                       |                        | Ampuero                     | Llei 16/1985                     | |
|        | Torre d'Hoznayo                      |                        | Entrambasaguas              | Llei 16/1985                     | |
|        | Torre de Jado                        |                        | Argoños                     |                                  | Llei 16/1985 |
|        | Torre de Mazcuerras                  |                        | Mazcuerras                  | Llei 16/1985                     | |
|        | Torre d'Otañes                       |                        | Castro Urdiales             | Llei 16/1985                     | S'han annexat edificis en dos dels seus costats, convertint-la en casa-torre.                                                                                         |
|        | Torre de Penagos                     |                        | Penagos                     | Llei 16/1985                     | |
|        | Torre de Piedrahita                  |                        | Peñarrubia                  |                                  | Conserva només alguns llenços de murs. |
|        | Torre del Rebollar                   |                        | Arnuero                     |                                  | Llei 16/1985 |
|        | Torre de Roiz                        |                        | Valdáliga                   |                                  | |
|        | Torre de Rubín de Celis              |                        | Rionansa                    |                                  | |
|        | Torre de Ruente                      |                        | Ruente                      |                                  | Convertida en hotel. |
|        | Torre de San Miguel de Aguayo        |                        | San Miguel de Aguayo        | Llei 16/1985                     | |
|        | Torre de San Telmo                   |                        | Suances                     | Llei 16/1985                     | Només es conserva part de dos dels seus murs. |
|        | Torre de Secadura                    |                        | Voto                        | Lley 16/1985                     | |
|        | Torre dels Señores de Isla           |                        | Arnuero                     |                                  | |
|        | Torre de Treto                       |                        | Bárcena de Cicero           | Llei 16/1985                     | |
|        | Torre de Velo                        |                        | Piélagos                    | Bé d'interés cultural (1983)     | Torre medieval ampliada i voltada per convertir-la en recinte palatí durant els segles xvi i xvii, situada en Renedo.                                                 |
|        | Torre de la Villa                    |                        | Marina de Cudeyo            | Llei 16/1985                     | |
|        | Torre de Villacarriedo               |                        | Villacarriedo               | Bé d'interés cultural            | Actualment formen part del palau de Soñanes, que es va edificar entorn seu, conservant-la.                                                                            |
|        | Torre de Villapresente               |                        | Reocín                      |                                  | |
|        | Castell de Villegas                  |                        | Alfoz de Lloredo            |                                  | |
|        | Castell de Vispieres                 |                        | Santillana del Mar          | Llei 16/1985                     | Restes d'una torre fortificada edificada sobre ruïnes romanes i castrenses.                                                                                           |
|        | Torre de Zurita                      |                        | Piélagos                    | Llei 16/1985                     | |